# 虎尾孫兵衛
虎尾 孫兵衛（とらお まごべえ、生没年不詳）は、江戸時代前期の槍術家。名は三岫、三安。通称は別に紋右衛門。

## 経歴・人物
越前の人物。覚天流の小笠原貞春の門人で、直槍や管槍の伝を加えた虎尾流を興す。